# 神戸ポートピアランド
神戸ポートピアランド（こうべポートピアランド、Kobe Portopia Land）は、兵庫県神戸市のポートアイランドに存在した遊園地。

## 沿革

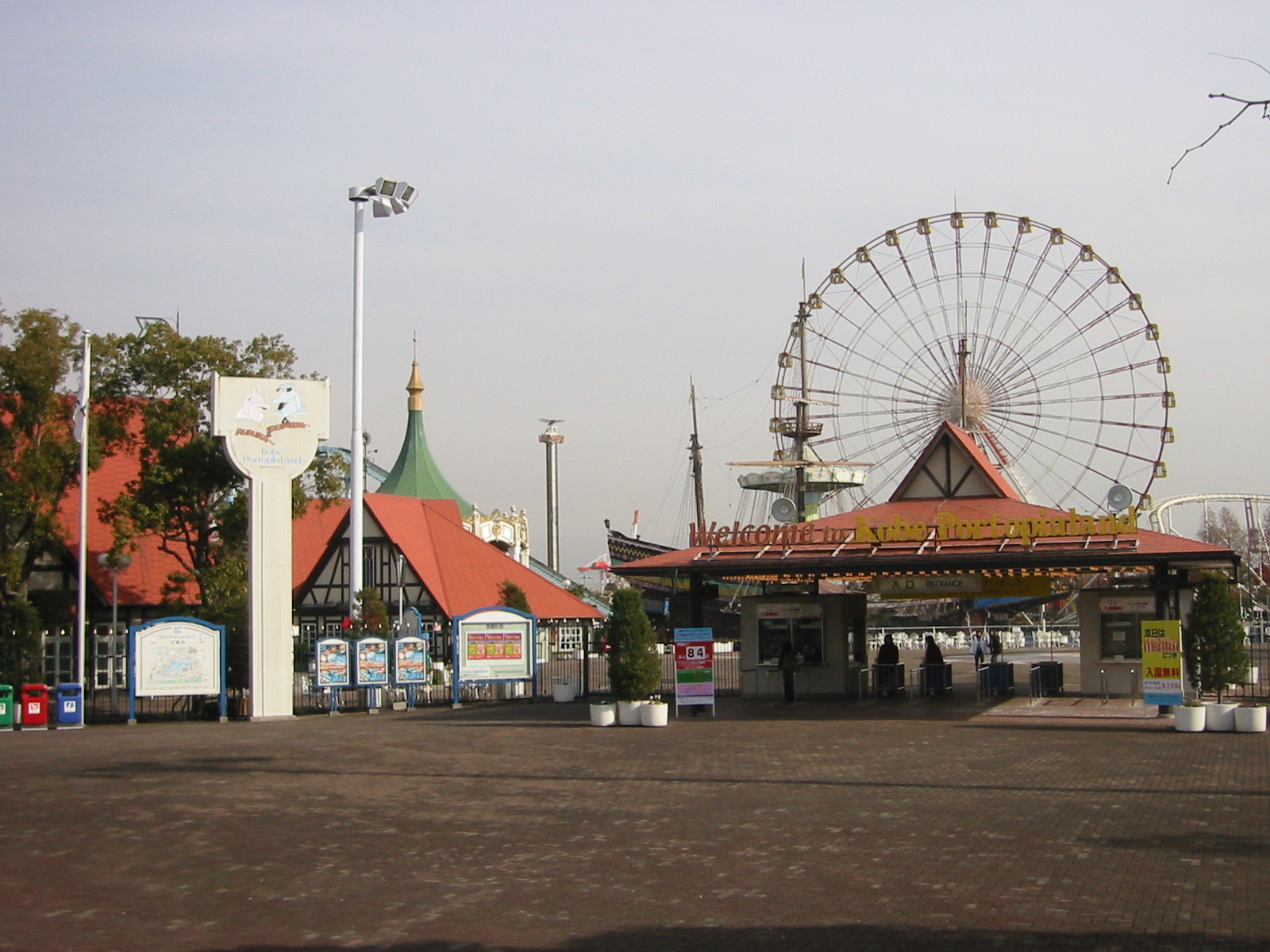
正面ゲート

ポートアイランド開発の一環として南公園にレジャーランド施設の建設計画が策定され、1978年にレジャーランド開発計画のコンペを行い翌年阪急電鉄による案が採用され1980年1月より着工し、1981年（昭和56年）3月 - 9月に開催された神戸ポートアイランド博覧会の遊戯施設としてオープンし、期間中約1,000万人が来園。同博覧会終了後の同年10月1日より、単独で営業が行われる。名称は博覧会の愛称「ポートピア'81」に由来する。マスコットキャラクターにはイルカをモチーフとした「イルメリくん」「ルルカちゃん」が存在した。
当時はファミリー向けの遊園地は各所にあったが、本園はそのターゲットをヤングアダルトやニューファミリーといった若者層に絞込み、お洒落な神戸にふさわしい「ファッショナブルパーク」をテーマとしドイツ調の景観整備や英語表記の看板設置やイルミネーションの強化を行い、都市型のテーマパークとして絶叫型のライドのみで構成された非常に日本において先進的なパークであった。
2年に1機種は必ず新規で機種を海外より導入し、入園者数を伸ばしていった。年間入園者数は当初約100万人を目標としたが開業翌年の1983年に達成し、ピーク時の1991年（平成3年）には163万人を記録。わずか5haの面積で営業しており、日本一効率的なパークであると称された。
当初の立地は、南公園とともにポートアイランド南側の沿岸部であった。しかし、周囲が二期工事で埋め立てられたために内陸部にある施設と変化していった。

## 衰退・終焉へ
1995年（平成7年）の阪神・淡路大震災による休園後の入場者の減少、当時の不況、レジャーの多様化、近郊に神戸ハーバーランドの街開きやUSJの開業による入場者の減少の影響、施設の老朽化などを理由に経営していた阪急東宝グループ（当時）の阪急電鉄が2003年（平成15年）、宝塚ファミリーランドとあわせて遊園地事業より撤退を決定。その後、ポートアイランドの地盤沈下を懸念した神戸市に対し、施設を無償譲渡し、営業を継続。神戸市から神戸新交通に施設を賃貸し経営管理を担わせ阪急電鉄傘下の阪急アミューズメントサービスに施設運営を委託する形とし、2005年度まで暫定的に営業を継続する方針とした。
当時人気のハロー!プロジェクトのイベント開催やナイター営業時に噴水と花火のショーを開催するなどの打開策を展開。しかし末期の入場者は40万人台程に低迷し、大きな増加にはつながらず2006年（平成18年）3月31日をもって閉園し、「ポートピア'81」開幕以来25年の歴史に幕を閉じた。
なお、2006年（平成18年）2月上旬から閉園までにかけて、「さよならポートピアランド〜25年のあゆみ〜展」が公開された。これはその名の通り25年の生い立ちを懐かしい写真ポスターやVTRなどを交えて振り返る目的で企画されたものであり、来園者が思い出を綴る掲示板も設置された。最終日の3月31日には、営業終了時に閉園セレモニーが開催され、高田支配人の挨拶の後、最後の花火が中央の帆船より打ち上げられ、併せて「25年間ありがとう」の文字花火も披露された。最終日には20000人以上の来園者があり、テレビ局もその模様を生中継で放送した。
1999年の始め頃から開設したホームページは、2006年5月に閉鎖され、閉園当日の閉園直後に於けるトップページでは、単にポートピアランド正面からの夜景写真をバックに、「3月31日をもって閉園いたしました」の閉園挨拶が記されただけのものになっていた。
閉園後の跡地には、2008年（平成20年）4月14日よりスウェーデンの大手家具製造・直販企業である「イケア」がポートアイランド店をオープンさせている。

## アトラクション

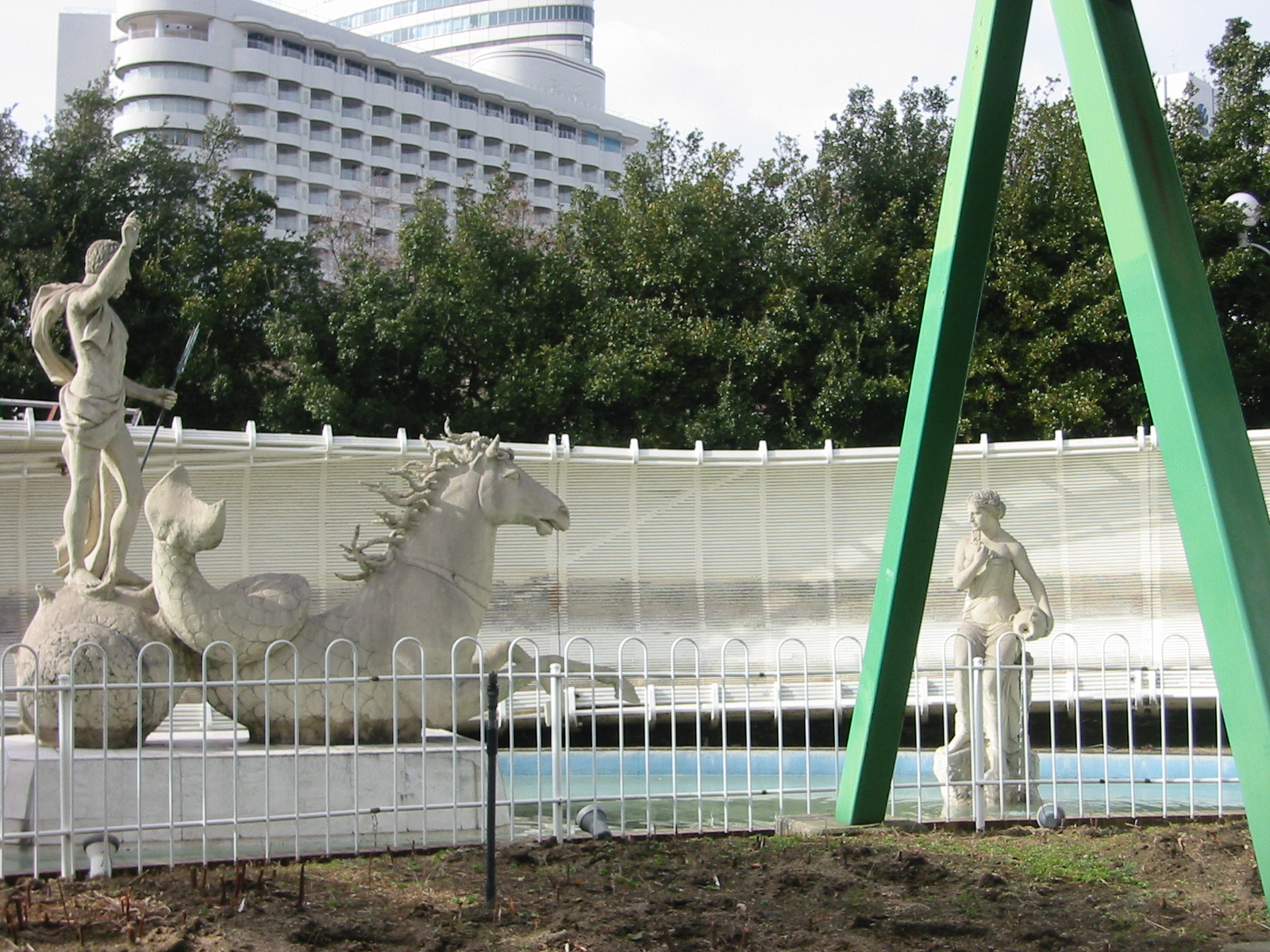
彫像

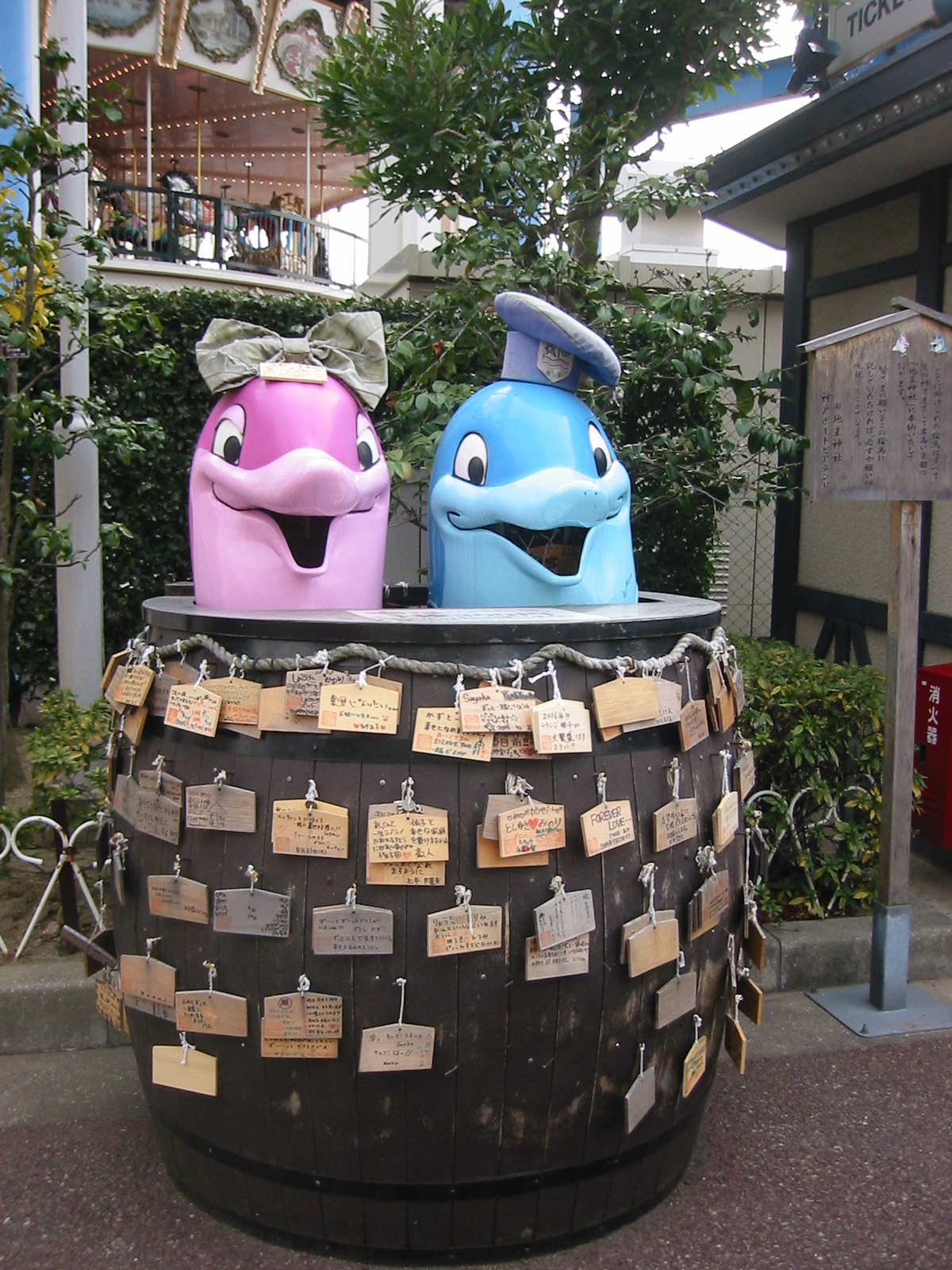
願いをかなえタル

### 開業当時
直営施設
- ダブルループコースター - 全長720m・時速80km・最高28.5m・7両編成定員28名、シュワルツコフ（ドイツ）製。直径18.8mのループを2連続で通過するコースター。
- 観覧車「ジャイアントホイール」 - 6人乗りゴンドラ36台、高さ63.5m。泉陽興業製、タイヤ駆動摩擦方式により振動強度の問題を解決して大型化を実現し、完成当時世界最大となりギネス世界記録にも認定された[10]。
- 二層メリーゴーランド - 直径19m・高さ35m・定員100名。
- スプリンター -　全長140m・時速40km・7両編成定員28名、J・ベーカー・デニス（オランダ）製。
- 空中ブランコ「ウェイブスインガー」 - 最大直径20.8m・1人乗りチェア48基・最大周分速654m、ジーラー（ドイツ）製。
- スイングアラウンド - 最大直径21.5m・定員28名・最大周分速654m、ハス（ドイツ）製。
- ポリプ - 直径20m・定員40名・最大周分速320m・高さ5.3m、J・ベーカー・デニス（オランダ）製。
- バイキング - 最大振角度64度・ボート長さ11m幅2.5m・振半径12m、ジーラー（ドイツ）製。
- リバーボート - 高さ11m・時速36km・4人乗りボート20台。三精輸送機製[1]。
- ダッジェムカー - 2人乗り36台、ソリー（イタリア）製車両。
- バッテリーカー

委託運営
- JRE：バッテリーカー、シューティングギャラリー、ゲームズハウス、リングトス、ピッチング、中型ライダー
- 泉陽興業：エアファイター
- 明昌特殊産業：シネマ2000
- 岡本製作所：マジックハウス、ロックンロール、ジャンプライド
- 三精輸送機：タガダ
- ファンハウス：ファンハウス、ミルキートス、バスケット、ターゲットライン、バルーンショット、ボールマット

サービス施設
- ゴールデン・ハインド号レプリカ
  - 内部にレストランを備えた鉄筋コンクリート造の帆船レプリカ。全長42.5m・全幅11m・マスト全高36m[2]。
  - 後期にはゲームコーナーとして用いられたほか[11]、夏季にはお化け屋敷としても使用された[12]。
- 海水池（6140平米・水深1m） - 当初は断水対策で海水としたが、1983年頃に淡水池に変更し予備の海水ポンプを備えた[2]。
- 水上ステージ

### その他
- フライングカーペット
  - 1983年導入。ジーラー製、40人乗り[2]。
- ファイアーボール（1985年導入）
  - 1985年導入。ジーラー製、48人乗り、最大高度18m[2]。
- スカイフライヤー（1986年導入[2]、べコマ製[1]）
- BMR-X（1987年導入）[2]
- スーパーループ・オン・トップ
  - 1993年導入、ソリアーニ&モーサー製[1]。32人乗り、最大高度14m、最大傾斜角40度[4]。
- クレイジートラベル[13]
- ファラオズガーデン[13]
- ミュンヘンアウトバーン[14]
  - 1991年導入。マック社製、全長651m、高さ25.2m、最高時速70km、2人乗り7両編成。日本初のボブスレータイプのローラーコースターとしてミュンヘン郊外の高速道路（アウトバーン）をイメージし、車両は二人乗りのスポーツカー、乗降場はミュンヘン市庁舎を模した形とした。
- コンドル（ジーラー社・フス社製）[1]
- ジャイアント・スプラッシュ[13]
  - 1997年導入。O.D.ホプキンス社製、全長315m、高さ26m、傾斜角40度、最高時速77km、20人乗りボート3台（うち1台フード付き）[12]。
  - 最大18mの水しぶきを上げる大型ウォーターライド、ゴールデンハインド号の外周を回るO型のコースレイアウトとした[12]。
- アイスブリザード（2000年導入）[11]
- バンパーボート[13]
- ファンタジートレイン[13]
- パターゴルフ[1]
- クリフハンガー[13]
- インターラクティブシアター[1]
- パニックハウス[1]

## 協賛企業
- 大和証券[1]→大和証券SBキャピタルマーケッツ→大和証券SMBC[11][15]（ババリアン・マウンテン・レールロード[1]→BMR-X）
- コニカ（ミュンヘンアウトバーン）[1]
- 近畿コカ・コーラボトリング（ジャイアント・スプラッシュ）[13]

## 事故
- 1998年4月26日11時5分頃、「ダブルループコースター」にて乗客21名を乗せた車両が乗降場直前の減速区間にて空気制御式のブレーキが作動せず十分な減速をできず前方の無人車両と衝突し急制動と追突の衝撃により腹や顔を打ち[16]、合計22名が負傷[17]。その後運行編成を2編成から1編成に削減し減速区間で一度停車させるといった改善策を行い翌年6月25日に再開[17]。